# Тронн Ульсен
Тронн Ульсен (норв. Trond Olsen, нар. 5 лютого 1984, Люнген, Норвегія) — норвезький футболіст, вінґер.

## Клубна кар'єра
Народився в Люнгені, вихованець місцевого клубу «Люнген/Карнес». Дорослу футбольну кар'єру розпочав у футболці клубу «Буде-Глімт». В Елітесеріен дебютував 9 вересня 2001 року, замінивши в команді Крістіана Берга в нічийному (2:2) домашньому поєдинку проти «Стабека». 28 вересня відзначився своїм першим голом у вищому дивізіоні Норвегії, в переможному (5:1) поєдинку проти «Бранна». Наступного року отримав більше ігрового часу: зіграв 20 матчів у чемпіонаті, в яких відзначився одним голом. У сезоні 2003 року допоміг команді фінішувати на другому місці в чемпіонаті, завдяки чому «Буде-Глімт» виборов путівку до Кубку УЄФА. 12 жовтня 2004 року дебютував у єврокубках, вишовши в стартовому складі в переможному (2:1) домашньому поєдинку проти «Левадії» (Таллінн). У тому ж сезоні «Буде-Глімт» фінішував на третьому з кінця місці в турнірній таблиці чемпіонату і, таким чином, змушений був грати в матчі плей-оф Елітесеріен: Олсен зіграв обидва матчі з «Конгсвінгером» а також відзначився голом у матчі-відповіді в кінцівці матчу, який його команда виграла з рахунком 4:1. У чемпіонаті 2005 року «Буде-Глімт» фінішував останнім та вилетів у 1-ий дивізіон.
Однак, спочатку Ульсен продовжував виступати в Елітесеріен, оскільки відправився в оренду до «Ліллестрему». Свій перший матч у футболці нової команди зіграв 18 квітня 2006 року: замінив у команді Бйорна Хельше Ріізе в нічийному (1:1) поєдинку проти «Бранна». Але на полі з'являвся рідко, зіграв загалом 5 матчів та відзначився одним голом, у переможному (3:0) поєдинку першого раунду Кубку Норвегії 2006 проти «Голанда». По ходу сезону повернувся в «Буде-Глімт». У наступному чемпіонаті допоміг команді через плей-оф повернутися до Елітесеріен: у двоматчевому протистоянні «Буде-Глімт» здолав «Одд», зокрема й завдяки двом голам Ульсена в матчі-відповіді. У 2008 році допоміг команді залишитися в еліті норвезького футболу завдяки 10 голам у 27 матчах.
29 січня 2009 року «Русенборг» викупив контракт Тронна за 8 500 000 крон. Підписав з клубом 4-рирічний контракт та отримав футболку з 7-им номером. У футболці нового клубу дебютував 15 березня, відзначимвшись голом у переможному (3:0) поєдинку проти «Волеренги». Допоміг «Русенборгу» виграти чемпіонат 2009 року, в якому відзначився 8-ма голами в 24-ох матчах. У своєму дебютному сезоні займав позицію атакувального вінгера в команді у схемі 4-2-3-1. Однак навесні 2010 року тренер Ерік Гамрен вирішив змінити схему на 4-4-2, за якої Ульсен залишався на лаві запасних. Після цього почав отримувати менше ігрового часу, і навіть прихід на тренерський місток Яна Єнссона не змінив ситуації.
8 серпня 2011 року було оголошено про досягнення домовленості між «Русенборгом» та «Вікінгом» щодо продажу Ульсена. Вінгер перейшов до клубу, підписавши з ним контракт терміном на 3,5 роки. Дебютував у новій команді 19 серпня в програному (2:4) поєдинку проти «Одда». 10 вересня відзначився першим голом за «Вікінг» в нічийному (2:2) поєдинку проти «Стремсгодсета».
22 січня 2014 року повернувся до «Буде-Глімт», підписавши з клубом 3-річний контракт.
15 серпня 2018 року приєднався до «Согндала», з яким уклав півторарічну угоду. 1 лютого 2019 року вирішив достроково розірвати контракт. 29 грудня 2019 року оголосив про завершення футбольної кар'єри.

## Кар'єра в збірній
Виступав за юнацькі збірні Норвегії різних вікових категорій, а також за молодіжну збірну країни, у футболці якої провів 11 поєдинків та відзначився 3-ма голами. Дебютував за норвезьку «молодіжку» 14 січня 2003 року, вийшовши у стартовому складі в нічийному (1:1) поєдинку проти однолітків з Бразилії. Дебютним голом за молодіжну збірну Норвегії відзначився 17 серпня 2014 року в програному (2:3) поєдинку проти Бельгії. Єдиний матч у футболці національної команди зіграв 19 листопада 2008 року, вийшовши у стартовому складі проти України (поразка норвежців з рахунком 0:1).
Виступав за збірну Саамів на VIVA World Cup (міжнародний турнір для збірних команд, які не є членами ФІФА) 2006 року, на якому відзначився 5-ма голами (зокрема, відзначився голом у фінальному поєдинку проти Монако) та здобув титул «Чемпіона світу».

## Статистика виступів

### Клубна
| Сезон                   | Клуб                    | Чемпіонат               | Чемпіонат | Чемпіонат | Нац. кубок | Нац. кубок | Нац. кубок | Єврокубки | Єврокубки | Єврокубки | Суперкубок | Суперкубок | Суперкубок | Загалом | Загалом |
| Сезон                   | Клуб                    | Змаг.                   | Матчі     | Голи      | Змаг.      | Матчі      | Голи       | Змаг.     | Матчі     | Голи      | Змаг.      | Матчі      | Голи       | Матчі   | Голи    |
| ----------------------- | ----------------------- | ----------------------- | --------- | --------- | ---------- | ---------- | ---------- | --------- | --------- | --------- | ---------- | ---------- | ---------- | ------- | ------- |
| 2001                    | «Буде-Глімт»            | ЕС                      | 3         | 1         | КН         | 0          | 0          | -         | -         | -         | -          | -          | -          | 3       | 1       |
| 2002                    | «Буде-Глімт»            | ЕС                      | 20        | 1         | КН         | 3          | 1          | -         | -         | -         | -          | -          | -          | 23      | 2       |
| 2003                    | «Буде-Глімт»            | ЕС                      | 14        | 1         | КН         | 6          | 1          | -         | -         | -         | -          | -          | -          | 20      | 2       |
| 2004                    | «Буде-Глімт»            | ЕС                      | 23+2      | 3+1       | КН         | 4          | 4          | КУ        | 4         | 0         | -          | -          | -          | 33      | 8       |
| 2005                    | «Буде-Глімт»            | ЕС                      | 24        | 3         | КН         | 2          | 0          | -         | -         | -         | -          | -          | -          | 26      | 3       |
| січ.-лип. 2006          | «Ліллестрем»            | ES                      | 4         | 0         | КН         | 1          | 1          | -         | -         | -         | -          | -          | -          | 5       | 1       |
| лип.-гр. 2006           | «Буде-Глімт»            | 1Д                      | 17        | 7         | КН         | 2          | 1          | -         | -         | -         | -          | -          | -          | 19      | 8       |
| 2007                    | «Буде-Глімт»            | 1Д                      | 29+2      | 11+2      | КН         | 4          | 4          | -         | -         | -         | -          | -          | -          | 33      | 15      |
| 2008                    | «Буде-Глімт»            | ЕС                      | 26        | 10        | CN         | 5          | 4          | -         | -         | -         | -          | -          | -          | 31      | 14      |
| 2009                    | «Русенборг»             | ЕС                      | 29        | 8         | КН         | 5          | 4          | ЛЄУ       | 4         | 1         | -          | -          | -          | 38      | 13      |
| 2010                    | «Русенборг»             | ЕС                      | 24        | 4         | КН         | 4          | 4          | ЛЧУ+ЛЄУ   | 6+2       | 0         | СК         | 1          | 1          | 37      | 9       |
| січ.-сер. 2011          | «Русенборг»             | ЕС                      | 12        | 2         | КН         | 4          | 3          | ЛЧУ+ЛЄУ   | 4+0       | 1+0       | -          | -          | -          | 36      | 8       |
| Загалом за «Русенборг»  | Загалом за «Русенборг»  | Загалом за «Русенборг»  | 65        | 14        |            | 13         | 11         |           | 16        | 2         |            | 1          | 1          | 95      | 28      |
| сер.-гр. 2011           | «Вікінг»                | ЕС                      | 7         | 1         | КН         | 1          | 0          | -         | -         | -         | -          | -          | -          | 8       | 1       |
| 2012                    | «Вікінг»                | ЕС                      | 24        | 5         | КН         | 3          | 1          | -         | -         | -         | -          | -          | -          | 27      | 6       |
| 2013                    | «Вікінг»                | ЕС                      | 29        | 9         | КН         | 3          | 0          | -         | -         | -         | -          | -          | -          | 32      | 9       |
| Загалом за «Вікінг»     | Загалом за «Вікінг»     | Загалом за «Вікінг»     | 60        | 15        |            | 7          | 1          |           | -         | -         |            | -          | -          | 67      | 16      |
| 2014                    | «Буде-Глімт»            | ЕС                      | 28        | 5         | КН         | 2          | 1          | -         | -         | -         | -          | -          | -          | 30      | 6       |
| 2015                    | «Буде-Глімт»            | ЕС                      | 29        | 13        | КН         | 2          | 0          | -         | -         | -         | -          | -          | -          | 31      | 13      |
| 2016                    | «Буде-Глімт»            | ЕС                      | 30        | 6         | КН         | 6          | 3          | -         | -         | -         | -          | -          | -          | 36      | 9       |
| 2017                    | «Буде-Глімт»            | 1Д                      | 27        | 10        | КН         | 1          | 0          | -         | -         | -         | -          | -          | -          | 28      | 10      |
| січ.-сер. 2018          | «Буде-Глімт»            | ЕС                      | 10        | 0         | КН         | 3          | 1          | -         | -         | -         | -          | -          | -          | 13      | 1       |
| Загалом за «Буде-Глімт» | Загалом за «Буде-Глімт» | Загалом за «Буде-Глімт» | 280       | 71        |            | 40         | 20         |           | 4         | 0         |            | -          | -          | 314     | 91      |
| сер.-гр. 2018           | «Согндал»               | 1Д                      | 4         | 0         | КН         | -          | -          | -         | -         | -         | -          | -          | -          | 4       | 0       |
| Усього за кар'єру       | Усього за кар'єру       | Усього за кар'єру       | 413       | 100       |            | 61         | 33         |           | 20        | 2         |            | 1          | 1          | 495     | 136     |

### За збірну
| Дата       | Місто           | Господарі | Результат | Гості    | Турнір           | Голи | Примітки |
| ---------- | --------------- | --------- | --------- | -------- | ---------------- | ---- | -------- |
| 19/11/2008 | Дніпропетровськ | Україна   | 1 – 0     | Норвегія | товариський матч | -    |          |
| Усього     |                 | Матчів    | 1         |          | Голів            | 0    |          |

## Досягнення
«Русенборг»
- Елітесеріен
  -  Чемпіон (2): 2009, 2010

- Суперкубок Норвегії
  -  Володар (1): 2010